# Мегрелишвили, Леван Иванович
Леван Иванович Мегрелишвилли (25 ноября 1930 — 25 августа 1998) — советский и грузинский железнодорожный строитель. Окончил Тбилисский институт инженеров железнодорожного транспорта в 1954 году. Работал мастером, прорабом, старшим прорабом, главным инженером службы гражданских сообщений, управляющим трестом «Дорстрой» Закавказской железной дороги (1954—1979), заместителем начальника Закавказской железной дороги (1979—1986), управляющим трестом «Зактрансстрой», генеральным директором АО «Трансмшени» (1986—1998).
Руководил строительством железной дороги Марабда-Ахалкалаки, реконструкцией Самтредского железнодорожного узла, строительством комплекса Тбилисского железнодорожного вокзала. Участник работ по ликвидации последствий аварии на Чернобыльской АЭС.

## Награды
- Заслуженный инженер Грузинской ССР
- Почетный железнодорожник
- Почетный транспортный строитель
- Лауреат премии Совета Министров СССР
- Награждён тремя орденами СССР.